# Kars (provinca)
Kars je provinca, ki se nahaja v vzhodni Anatoliji v Turčiji, ob meji z Armenijo. Glavno mesto je Kars.
Med letoma 1878 in 1917 je bila večina ozemlja današnje province del Rusije. Med letoma 1919 in 1920 je provinca prišla pod nadzor Armenije kot provinca Vanand (s prestolnico Kars). Po pogodbi v Karsu je ozemlje pripadlo Turčiji. 
Do devetdesetih let sta bili del province tudi provinci Ardahan in Iğdır.

## Okrožja
- Akyaka
- Arpaçay
- Digor
- Kağızman
- Kars
- Sarıkamış
- Selim
- Susuz

Koordinati:   40°27′17″N, 43°03′37″E